# Carl Wittsell
Carl Hjalmar Wittsell (i riksdagen kallad Wittsell i Örkelljunga), född 10 januari 1854 i Örkelljunga, Kristianstads län, död 4 juli 1946 i Örkelljunga, var en svensk lantbrukare och politiker.

Wittsell var verksam som lantbrukare i Örkelljunga. Han hade tidigare varit riksdagsman under sju år när han för mandatperioden 1900–1902 en sista gång återkom som ledamot av andra kammaren. Han var till sin politiska åskådning frihandelsvänlig lantmannapartist.

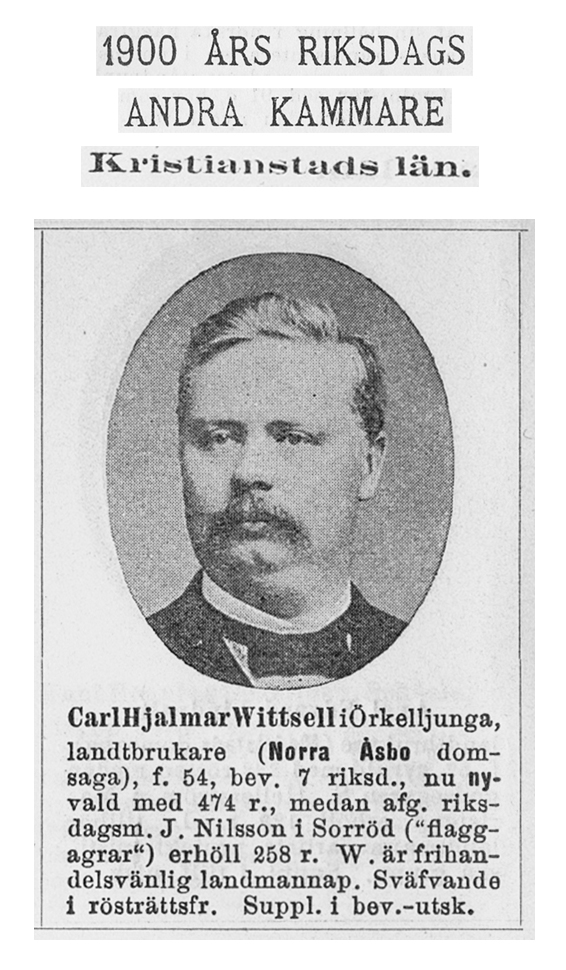
1900 års riksdags andra kammare